# Ґостхож
Ґостхож (пол. Gostchorz) — село в Польщі, у гміні Вішнев Седлецького повіту Мазовецького воєводства.
Населення — 177 осіб (2011).
У 1975-1998 роках село належало до Седлецького воєводства.

## Демографія
Демографічна структура станом на 31 березня 2011 року:
|          | Загалом | Допрацездатний вік | Працездатний вік | Постпрацездатний вік |
| -------- | ------- | ------------------ | ---------------- | -------------------- |
| Чоловіки | 92      | 27                 | 55               | 10                   |
| Жінки    | 85      | 15                 | 53               | 17                   |
| Разом    | 177     | 42                 | 108              | 27                   |